# Батара (птах)
Бата́ра (Batara cinerea) — вид горобцеподібних птахів родини сорокушових (Thamnophilidae). Мешкає в Південній Америці. Це єдиний представник монотипового роду Батара (Batara).

## Опис

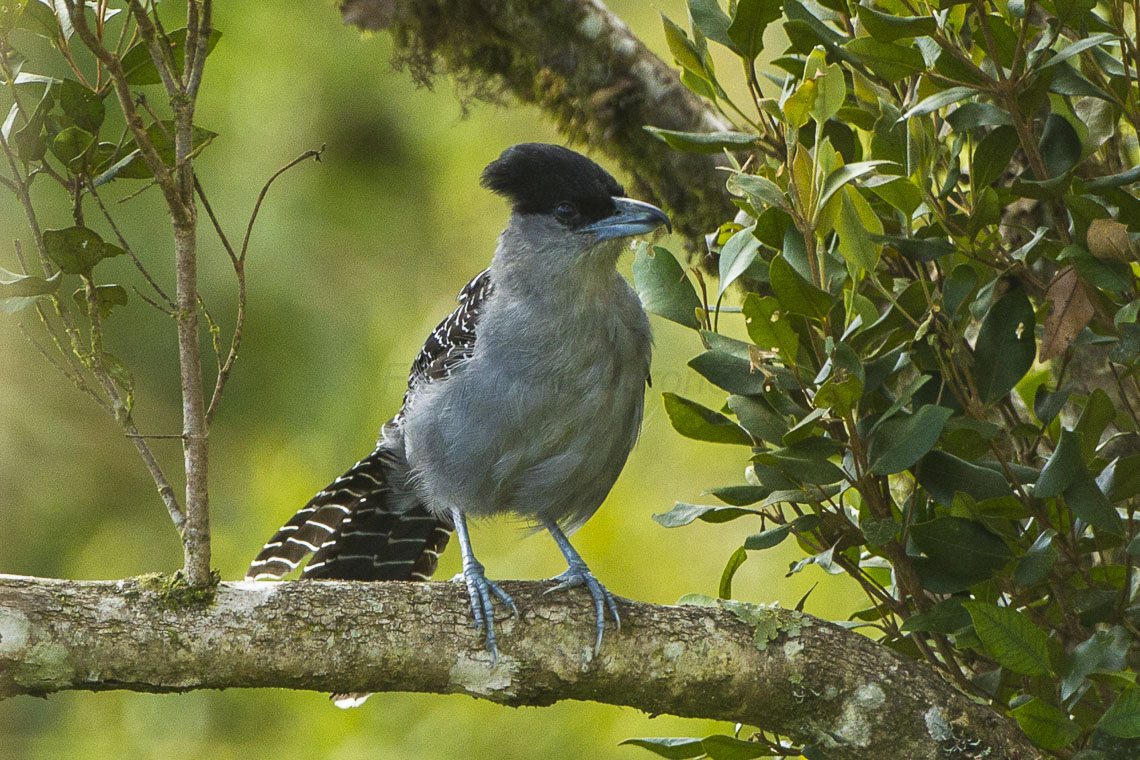
Самець батари

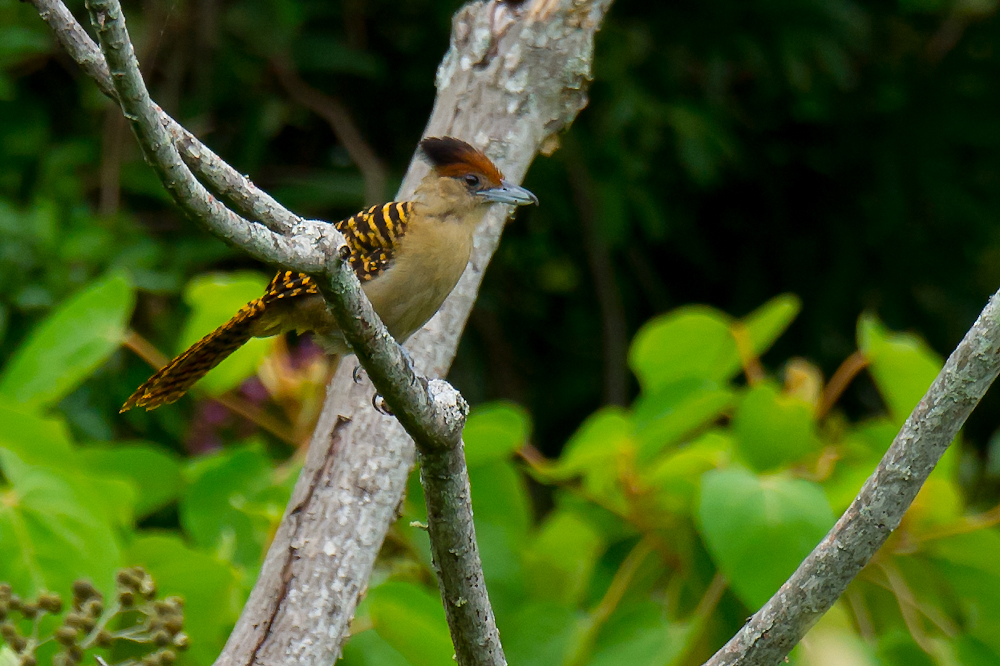
Самиця батари

Батара є найбільшим представником родини сорокушових, її середня довжина становить 30,5—35 см, а середня вага — 150 г. Представники підвиду B. c. argentina мають дещо менші розміри, їх середня довжина становить 28 см, а вага 110 г. Батарам притаманний довгий, широкий хвіст і міцний, гачкуватий дзьоб. У самців верхня частина голови чорна, верхня частина тіла, крила і хвіст чорні, поцятковані чіткими білими смугами, нижня частина тіла рівномірно сіра. У самиць лоб каштановий, тім'я і потилиця чорні, верхня частина тіла чорна, поцяткована чіткими охристими смугами, нижня частина тіла рівномірно коричнева. У батар на голові є чуб, який може ставати дибки, у самців він має чорне забарвлення, у самиць каштанове. Дзьоб сірий, на кінці чорний, лапи сірі, очі карі.

## Підвиди
Виділяють три підвиди:
- B. c. excubitor Bond, J & Meyer de Schauensee, 1940 — Анди в центральній Болівії (західний Санта-Крус);
- B. c. argentina Shipton, 1918 — східна Болівія (південь Санта-Крусу, Чукісака, Тариха), західний Парагвай (Бокерон, Пресіденте-Аєс), північно-західна Аргентина (Жужуй, Сальта, північний Тукуман);
- B. c. cinerea (Vieillot, 1819) — південно-східна Бразилія (від півдня Еспіріту-Санту і південного заходу Сан-Паулу до Санта-Катарини і півночі Ріу-Гранді-ду-Сул) і північно-східна Аргентина (Місьйонес).

## Поширення і екологія
Батари мешкають в Болівії, Бразилії, Аргентині і Парагваї. Вони живуть в підліску і середньому ярусі вологих гірських тропічних лісів Анд та вологих рівнинних і гірських атлантичних лісів, в чагарникових заростях і вологих саванах, на болотах. Зустрічаються парами, на висоті до 2600 м над рівнем моря. Ведуть прихований спосіб життя, не приєднуються до змішаних зграй птахів. Живляться мурахами, термітами, равликами та іншими безхребетними, а також ящірками, земноводними, іншими невеликими хребетними та яйцями птахів. Гніздяться з жовтня по грудень. Гніздо відкрите, куполоподібне, зроблене зі стебел трави, встелене рослинними волокнами. В кладці 2—3 білуватих яйця, поцяткованих темними плямками.